# Christine Kirch
Christine Kirch (Guben, Alemanha, 1696 – 6 de maio de 1782) foi uma astrônoma alemão.

## Formação e carreira
Filha dos astrônomos Gottfried Kirch e Maria Margaretha Kirch e irmã de Christfried Kirch. Ela e sua irmã Margaretha Kirch foram educadas em astronomia a partir da idade de dez anos. Ainda criança assistiu seus pais em suas observações astronômicas. Foi responsável por anotar os tempos de observação usando um pêndulo. Mais tarde foi introduzida no cálculo de calendários. Assistiu primeiro sua mãe e depois seu irmão no cálculo de vários calendários.
Até 1740 Kirch não recebeu um salário por suas contribuições, mas foi beneficiada por pequenos donativos destinados a ela pela Academia de Ciências da Prússia. Após a morte de seu irmão Christfried a academia dependeu dela na assistência no cálculo de calendários. Foi responsável pelo cálculo do calendário para a Silésia, província prussiana conquistada na década de 1740. A academia tinha monopólio sobre os calendários e o calendário da Silésia gerou significantes ganhos para a academia. Assim, em 1776 Kirch recebeu um salário considerável de 400 Thaler da academia.
Introduziu o astrônomo Johann Elert Bode na feitura de calendários. Morreu em 1782 com a reputação de respeitável astrônoma.